# Pleasanton
Pleasanton je město ve Spojených státech amerických. Nachází se v okrese Alameda County ve státě Kalifornie. Ve městě žije  obyvatel a jeho rozloha činí . Je 109. nejlidnatějším městem v Kalifornii a 444. nejlidnatějším městem v USA. Leží v Amador Valley v části San Francisco Bay Area zvané East Bay.
Své sídlo zde mají mj. společnosti Safeway a PeopleSoft. V letech 2005 a 2007 bylo město označeno jako nejbohatší středně velké americké město. Ve městě se nachází Pleasanton Ridge Regional Park.

## Rodáci
- William E. Moerner (* 1953) – americký chemik, nositel Nobelovy ceny